# Les Fleurs du Mal
Les Fleurs du Mal (Las Flores del Mal), es el 16° álbum de la banda sueca Therion, lanzado el 28 de septiembre de 2012 celebrando con ello su 25 aniversario.

## Detalles
Este disco está compuesto de versiones de canciones pop francesas de los años 60s y 70s, que fueran interpretadas en su día por artistas como Marie Laforêt, France Gall o Sylvie Vartan entre otras, algo totalmente atípico para Therion.
De acuerdo a una entrevista realizada al líder del grupo, Christofer Johnsson, "el álbum fue inspirado en los poemas del francés Charles Baudelaire". Christofer Johnsson y la disquera Nuclear Blast, decidieron no hacer trato esta vez para la grabación de este disco, ya que para ellos, este material no tenía la misma esencia de los anteriores proyectos de la banda, lanzando así el álbum bajo "End of the Light Records", el sello disquero propiedad de Christofer.

## Lista de canciones
- 1. Poupée de cire, poupée de son -02:52
- 2. Une fleur dans le cœur -03:03
- 3. Initials B.B. -03:44
- 4. Mon amour, mon ami -04:36
- 5. Polichinelle -02:29
- 6. La Maritza -03:54
- 7. Sœur Angélique -03:06
- 8. Dis-moi poupée -03:24
- 9. Lilith -02:31
- 10. En Alabama -02:39
- 11. Wahala Manitou -02:35
- 12. Je n'ai besoin que de tendresse -02:14
- 13. La licorne d'or -02:46
- 14. J'ai le mal de toi -02:51
- 15. Poupée de cire, poupée de son -02:32
- 16. Les sucettes -02:40 [bonus track]

## Personal
- Lori Lewis - Voz principal (soprano)
- Thomas Vikstrom - Voz principal (tenor)
- Christofer Johnsson - Guitarra rítmica
- Christian Vidal - Guitarra solista
- Nalle Pahlsson - Bajo
- Johan Koleberg - Percusión

## Músicos invitados
- Mattias Olsson - sintetizadores , mellotron y percusión en "En Alabama", "Mon Amour, Mon Ami" y "Lilith"
- Stefan Jernståhl - acordeón en "Wahala Mantou"
- Mattias Torrel - guitarras acústicas en "Mon Amour, Mon Ami" y "La Licorne D'or"
- Johanna Najla - vocals en "Initials BB"
- Snowy Shaw - voz en "Initials BB" y "Poupee Dis-moi"
- Mari Paul - vocals en "Mon Amour, Mon Ami"